# Orestes Vilató
Orestes Vilató (* 1944 in Camagüey, Kuba) ist ein Timbalero und Bongosero.
Im Alter von zwölf Jahren siedelte er mit seiner Familie nach New York über, da sein Vater die Verantwortung für die Flüge Havanna-New York und Havanna-Chicago der Linie Cubana de Aviación übertragen bekommen hatte. Er spielte mit zahlreichen Größen der Latinszene, unter anderem Ray Barretto, bevor er seine eigene Band Los Kimbos gründete. Später ist vor allem seine Zusammenarbeit mit Israel „Cachao“ López hervorzuheben und die mit Carlos Santana, bei dem er auch Flöte spielte und den Gesang unterstützte.

## Diskografie (Auswahl)
mit Ray Barretto
- 1968: Acid (Fania)

mit Buddy Montgomery
- 1988: So Why Not? (Landmark)

mit Bobby Hutcherson
- 1989: Ambos Mundos (Landmark)